# Canada agli VIII Giochi olimpici invernali
Il Canada partecipò agli VIII Giochi olimpici invernali, svoltisi a Squaw Valley, Stati Uniti, dal 18 al 28 febbraio 1960, con una delegazione di 44 atleti impegnati in sette discipline.

## Medagliere

### Per discipline
| Sport                 | Oro | Argento | Bronzo | Totale |
| --------------------- | --- | ------- | ------ | ------ |
| Pattinaggio di figura | 1   | 0       | 1      | 2      |
| Sci alpino            | 1   | 0       | 0      | 1      |
| Hockey su ghiaccio    | 0   | 1       | 0      | 1      |
| Totale                | 2   | 1       | 1      | 4      |

### Medaglie
| Medaglia | Atleta | Sport                 | Evento                         |
| -------- | --- | --------------------- | ------------------------------ |
| Oro      | Barbara Wagner Robert Paul | Pattinaggio di figura | Pattinaggio di figura a coppie |
| Oro      | Anne Heggtveit | Sci alpino            | Slalom speciale femminile      |
| Argento  | Moe Benoît Bob Attersley Jim Connelly Jack Douglas Fred Etcher Bob Forhan Don Head Boat Hurley Ken Laufman Butch Martin Bob McKnight Cliff Pennington Don Rope Bobby Rousseau George Samolenko Harry Sinden Darryl Sly | Hockey su ghiaccio    | Torneo                         |
| Bronzo   | Donald Jackson | Pattinaggio di figura | Pattinaggio di figura maschile |